# Eugène de Beauharnais
Eugène de Beauharnais (Pariz, 3. rujna 1781. – München, 21. veljače 1824.), fraancuski vojskovođa, carski knez (od 1805.), potkralj Italije (od 1805.) te grof Leuchtenberga i knez Eichstätta (od 1817.), pastorak francuskog cara Napoleona I.

## Životopis
Rodio se, kao jedini sin, u obitelji Alexandra, viskonta od Beauharnaisa i Joséphine de Tascher de la Pagerie. Otac mu je, za vrijeme Jakobinske diktature 1794. godine, pogubljen na giljotini, a majka mu se 1796. godine preudala za generala Napoleona Bonapartea. Isprva su Eugène i njegova sestra Hortense zamjeravali majci taj brak, ali su uskoro prihvatili Napoleona za očuha. Na Napoleonovu naklonost, Eugène je odgovorio odanošću te je za vrijeme egipatske vojne kampanje 1796., državnog udara 1799. i tijekom bitke protiv Austrijanaca kod Marenga 1800. godine, vojno pomogao svom očuhu.
Napoleon ga je obasipao brojnim titulama pa ga je tako 1804. godine imenovao carskim knezom, a 1805. godine postavio ga je za potkralja Italije, zadržavši za sebe titulu kralja Italije, a dodijelio mu je i naslov državnog nadkancelara. Godine 1807. Napoleon mu je podijelio naslov kneza Venecije (fr. Prince de Venise). Godine 1806. Napoleon ga je posinio i dodijelio mu pravo nasljedstva talijanske krune.
Eugène se osobito istaknuo u bitki kod Wagrama 1809. godine, kada je njegova talijanska vojska izvojevala strateški važnu pobjedu kod Györa, a kasnije i kod Wagrama. Također, istaknuo se i vojnim pobjedama kod Borodina i Malojaroslavca u Rusiji 1812. godine te kao zapovjednik francuske vojske u Njemačkoj.
Nakon Napoleonova pada 1814. godine, dugo je odolijevao napadima u Italiji i nije htio izdati Napoleona, ali se naposljetku ipak morao povući kod punca, bavarskog kralja Maksimilijana I., čiju je kći, Ameliju Augustu, oženio 1806. godine. Godine 1817. kralj Maksimilijan dodijelio mu je naslov kneza od Leuchtenberg s Eichstättom.

## Vanjske poveznice
|  | Zajednički poslužitelj ima još gradiva o temi Eugène de Beauharnais |

- Eugène de Beauharnais Hrvatska enciklopedija
- Eugène de Beauharnais Proleksis enciklopedija
- Eugène de Beauharnais Britannica (engl.)
- Eugène de Beauharnais - Napoleonov posinak obasipan mnogim titulama - 1781. povijest.hr
- Eugène de Beauharnais (1781. – 1824.) historyofwar.org (engl.)